# پاتریس فری
پاتریس فری (انگلیسی: Patrice Ferri؛ زادهٔ ۱۹ ژوئیهٔ ۱۹۶۳) بازیکن فوتبال اهل فرانسه است.
از باشگاه‌هایی که در آن بازی کرده‌است می‌توان به باشگاه فوتبال کن، باشگاه فوتبال المپیک لیون، باشگاه فوتبال استراسبورگ، باشگاه فوتبال سن-اتین، و باشگاه فوتبال مونترال اشاره کرد.